# Milotice
Milotice (en allemand : Milotitz) est une commune du district de Hodonín, dans la région de Moravie-du-Sud, en République tchèque. Sa population s'élevait à 1 878 habitants en 2020.

## Géographie
Milotice se trouve à 7 km au sud-sud-est de Kyjov, à 12 km au nord de Hodonín, à 48 km au sud-est de Brno et à 232 km au sud-est de Prague.
La commune est limitée par Skoronice au nord, par Vacenovice à l'est, par Ratíškovice au sud, par Dubňany au sud-ouest et par Svatobořice-Mistřín au nord-ouest.

## Histoire
La première mention écrite de la localité date de 1341.